# Věra Waldesová
Věra Waldesová, později Hromádková, (* 3. června 1914 Drážďany – 24. listopadu 1995 Yverdon-les-Bains, Švýcarsko) byla česká bioložka a účastnice protinacistického odboje v Paříži během druhé světové války.

## Život a působení
Narodila se v roce 1914 v Drážďanech do bohaté židovské rodiny českého továrníka Zikmunda Waldese, který řídil zahraniční obchod továrny Waldes a spol. (Koh-i-noor Waldes). Rodině se během studií na universitě v Heidelbergu odcizila kvůli svým sympatiím k marxismu. Brzy po nástupu Hitlera k moci v roce 1933 uprchla celá rodina z Německa do Prahy, kde Věra pokračovala ve svých studiích biologie na Německé univerzitě. Kvůli svým aktivitám v protihenleinovském hnutí musela po Mnichovu ČSR opustit.
I přes nebezpečí, které ji hrozilo, odmítla emigrovat s rodinou do Spojených států, uprchla do Francie a na universitě v Montpellier studovala mořskou biologii. Po obsazení Francie odjela do Paříže a zapojila se do aktivit československé protinacistické skupiny. Později se stala členkou vedení této skupiny a od roku 1941 také členkou partyzánského útvaru FTP-MOI. Účastnila se diverzních akcí proti strategickým cílům německých jednotek a francouzské policie. Na konci války byla francouzskou vládou povýšena do hodnosti poručíka a oceněna vojenským válečným vyznamenáním.
Během konspirační akce v Paříži, při které pomáhala utéci československým občanům transportovaným z koncentračního tábora do Německa, se seznámila se svým pozdějším mužem, interbrigadistou Otakarem Hromádkem. V červenci 1945 se spolu vrátili do Československa, kde se Hromádko v 50. letech stal obětí stranických čistek. Po sovětské invazi do Československa v roce 1968 manželé emigrovali do Švýcarska, kde Věra Hromádková v roce 1995 zemřela. 
Po Sametové revoluci v roce 1989 se její potomci pokusili získat zpět její část rodinného majetku v České republice.